# (19968) Palazzolascaris
(19968) Palazzolascaris est un astéroïde de la ceinture principale.

## Description
(19968) Palazzolascaris est un astéroïde de la ceinture principale. Il fut découvert le 19 mars 1988 à La Silla par Walter Ferreri. Il présente une orbite caractérisée par un demi-grand axe de 2,79 UA, une excentricité de 0,10 et une inclinaison de 1,5° par rapport à l'écliptique.

## Compléments